# Bandyszówka
Bandyszówka (ukr. Бандишівка) – wieś na Ukrainie, w obwodzie winnickim, w rejonie mohylowskim.
W czasach Rzeczypospolitej wieś leżała w województwie podolskim. Odpadła od Polski w wyniku II rozbioru.
W 1894 w Bandyszówce urodził się Franciszek Rodziewicz – major kawalerii Wojska Polskiego, kawaler Virtuti Militari.